# Nanna Bové
Nanna Bové (25 aprile 1995) è una mezzofondista danese.

## Palmarès
| Anno | Manifestazione   | Sede          | Evento         | Risultato | Prestazione | Note                                     |
| ---- | ---------------- | ------------- | -------------- | --------- | ----------- | ---------------------------------------- |
| 2022 | Europei di cross | Venaria Reale | Corsa seniores | 44ª       | 29'09"      |                                          |
| 2022 | Europei di cross | Venaria Reale | A squadre      |           |             |                                          |
| 2023 | Europei indoor   | Istanbul      | 3000 m piani   | Batteria  | 8'46"30     |                                          |
| 2024 | Europei          | Roma          | Mezza maratona | 53ª       | 1h15'16"    | Miglior prestazione personale stagionale |
| 2024 | Europei di cross | Antalya       | Corsa seniores | 40ª       | 27'18"      |                                          |
| 2024 | Europei di cross | Antalya       | A squadre      | 12ª       | 149 p.      |                                          |

## Campionati nazionali
2020
- 6ª ai campionati danesi, 5000 m piani - 17'52"71

2021
- Oro ai campionati danesi, 10000 m piani - 37'36"97
- 6ª ai campionati danesi, 5000 m piani - 17'27"97
- 6ª ai campionati danesi di mezza maratona - 1h18'58"
- 5ª ai campionati danesi di 10 km su strada - 36'08"

2022
- Oro ai campionati danesi, 5000 m piani - 16'37"33
- Oro ai campionati danesi di corsa campestre - 28'41"
- Oro ai campionati danesi di mezza maratona - 1h11'49"
- Argento ai campionati danesi di 10 km su strada - 34'03"

2023
- Oro ai campionati danesi, 5000 m piani - 16'17"62
- Argento ai campionati danesi indoor, 3000 m piani - 9'12"07
- Oro ai campionati danesi di 10 km su strada - 32'35"

2024
- Argento ai campionati danesi, 5000 m piani - 16'14"00
- 4ª ai campionati danesi di 10 km su strada - 32'54"
- Bronzo ai campionati danesi di 5 km su strada - 16'26"
- Argento ai campionati danesi di corsa campestre - 27'36"

2025
- Oro ai campionati danesi di 10 km su strada - 32'50"

## Altre competizioni internazionali
2021
- 31ª alla Mezza maratona di Copenaghen ( Copenaghen) - 1h18'58"

2022
- 19ª alla Mezza maratona di Copenaghen ( Copenaghen) - 1h11'49"
- 28ª alla Mezza maratona di Berlino ( Berlino) - 1h17'04"

2023
- 6ª nella Seconda Divisione degli Europei a squadre ( Chorzów), 5000 m piani - 15'45"21
- 18ª alla 10K Valencia Ibercaja ( Valencia) - 32'53"

2025
- 15ª al Cross das Amendoeiras em Flor ( Albufeira) - 33'45"
- 38ª alla 10K Valencia Ibercaja ( Valencia) - 32'47"